# جيوسيبي تورومينو
جيوسيبي تورومينو (بالإيطالية: Giuseppe Torromino)‏ (21 يونيو 1988 بكروتوني في إيطاليا - ) هو لاعب كرة قدم إيطالي في مركز مهاجم ‏. لعب مع نادي تريفيزو ونادي تورينو ونادي كروتوني ونادي فيرتوس إينتيلا وجونيور بييلا ليبرتاس وكارسو كالتشيو ‏ ونادي غروسيتو.

## روابط خارجية
- جيوسيبي تورومينو على موقع قاعدة بيانات كرة القدم.إي يو (الإنجليزية)
- جيوسيبي تورومينو على موقع Soccerway.com (الإنجليزية)
- جيوسيبي تورومينو على موقع AS.com (الإسبانية)